# Johnny Repbrug
De Johnny Repbrug (brug 2184) is een bouwkundig kunstwerk in Amsterdam-Oost.
De brug werd gebouwd in de periode 1998 tot 2002 toen hier de buurt Park de Meer werd aangelegd in de Watergraafsmeer. Die buurt, gebouwd op de leeggehaalde terreinen van Stadion De Meer, werd volgebouwd terwijl een deel van de omringende gebieden min of meer landelijk bleven in de vorm van sportvelden.
In september 2005 werden de bruggen in die wijk vernoemd naar spelers uit de succesperiode jaren zeventig van AFC Ajax (bespeler van De Meer) naar de toenmalige spelers vernoemd. Alhoewel de buurt een aantal bruggen kende, was het aantal onvoldoende om alle spelers een eigen brug te geven. Voor de speler Johnny Rep werd een brug buiten Park de Meer uitverkozen. Het is een geheel houten brug over een afwateringssloot (Tweede Molenwetering). Hij ligt tussen de Heinz Stuybrug en Dick van Dijkbrug in.
Heinz Stuybrug · Wim Suurbierbrug · Velibor Vasovićbrug · Barry Hulshoffbrug · Horst Blankenburgbrug · Ruud Krolbrug · Gerrie Mührenbrug · Arie Haanbrug · Johan Neeskensbrug · Nico Rijndersbrug · Sjaak Swartbrug · Johnny Repbrug · Dick van Dijkbrug · Johan Cruijffbrug · Piet Keizerbrug · Rinus Michelsbrug
2100 · 2102 · 2103 · 2105 · 2106 · 2107 · 2108 · 2109 · 2110 · 2111 · 2112 · 2113 · 2114 · 2115 · 2120 · 2121 · 2125 · 2127 · 2128 · 2129 · 2130 · 2131 · 2132 · 2133 · 2134 · 2135 · 2136 · 2137 · 2138 · 2139 · 2140 · 2141 · 2142 · 2143 · 2144 · 2145 · 2146 · 2147 · 2148 · 2149 · 2150 · 2151 · 2152 · 2153 · 2154 · 2155 · 2156 · 2157 · 2158 · 2159 · 2160 · 2161 · 2162 · 2163 · 2164 · 2165 · 2166 · 2167 · 2168 · 2169 · 2170 · 2171 · 2172 · 2173 · 2174 · 2175 · 2176 · 2178 · 2179 · 2180 · 2181 · 2182 · 2183 · 2184 · 2185 · 2186 · 2188 · 2189 · 2190 · 2191 · 2192 · 2193 · 2194 · 2195 · 2196 · 2197 · 2198 · 2199
Overige brugnummers zijn niet (meer) vergeven, behalve brug 2177, een verdwenen brug in Park Frankendael.